# Khalida Jarrar
Khalida Jarrar, née en 1963, est une femme politique palestinienne, membre du Front populaire de libération de la Palestine (FPLP) et députée au Conseil législatif palestinien. Elle représente également la Palestine au Conseil de l'Europe. Elle est régulièrement emprisonnée par Israël.

## Biographie

### Enfance
Jarrar est née en 1963. Son père dirige un magasin de jouets à Naplouse. En 1985 elle a obtenu son master à l'université de Beir Zeit et s'est mariée alors avec Ghassan Jarrar un camarade d'école. Le couple a eu deux filles, Yafa qui a eu son Bachelor en droit à l'université d'Ottawa et Suha qui a eu un master scientifique en changement climatique et politique.

### Engagement politique
Membre de la direction du Front populaire de libération de la Palestine (FPLP), elle milite contre l'occupation israélienne mais également, au sein de la société palestinienne, pour un État démocratique et laïque et pour les droits des femmes.
Elle a également été directrice de l'association Addameer de soutien aux prisonniers palestiniens avant d'être remplacée en 2006 par Sahar Francis. 
En 2006, elle est élue membre du Conseil législatif palestinien.

### Emprisonnements
Elle est arrêtée par les autorités israéliennes dans la nuit du 1er au 2 avril 2015 chez elle, à Ramallah (Cisjordanie). Ayant reçu un ordre de détention administrative, elle est incarcérée pendant quatorze mois. Les motifs de son interpellation sont d'avoir incité « à la violence et au terrorisme au cours des derniers mois » ; le FPLP, dont elle est membre, est en effet considéré comme terroriste par Israël.
Elle est à nouveau arrêtée en juillet 2017 par l'administration militaire israélienne, un an après sa libération, et condamnée sans procès à six mois de prison (peine renouvelable indéfiniment) au motif d’être membre du FPLP. Sa détention est prolongée pendant 20 mois.
Elle est incarcérée pour la troisième fois à partir d'octobre 2019. Une dizaine d'autres personnes sont également arrêtées en Cisjordanie occupée. Durant l'incarcération, elle a côtoyé plusieurs prisonnières en situation difficile comme Anhar AlDeek qui a été enceinte en prison jusqu'au neuvième mois et Israa Jaabis dont elle a reporté les conditions extrêmes de santé[réf. nécessaire].
Sa fille, Suha, meurt en juillet 2021 d’un arrêt cardiaque. Les autorités israéliennes refusent de la laisser assister à ses funérailles. Elle est finalement libérée en septembre 2021. Elle a été arrêtée à Ramallah par l'armée israélienne le 26 décembre 2023.
Elle est libérée le 19 janvier 2025 dans le cadre du cessez-le-feu entre Israël et le Hamas, qui inclut un échange d'otages. L'AFP la décrit comme « méconnaissable » à sa libération : « visage pâle, cheveux blanchis, l'air hagard » et incapable de parler. Elle témoigne par la suite de la dureté de ses conditions de détention comme les coups, l'aspersion régulière de gaz, le peu de nourriture et indique avoir été détenue en isolement pendant six mois, sans pouvoir parler à personne.

### Pages connexes
- Addameer
- Prisonniers palestiniens d'Israël
- Israa Jaabis